# Верхний Бишкин
Ве́рхний Бишки́н, до ВОСР Ве́рхне-Ру́сский Бишки́н (укр. Ве́рхній Бишки́н) — село, Верхнебишкинский сельский совет, Первомайский район, Харьковская область, Украина.
Код КОАТУУ — 6324581501. Население по переписи 2001 года составляет 329 (142/187 м/ж) человек.
Является административным центром Верхнебишкинского сельского совета, в который не входят другие населённые пункты.

## Географическое положение
Село Верхний Бишкин находится на левом берегу реки Бишкин, недалеко от её истоков, между балками Бишкин, Мочаки, Безъязычной.
Ниже по течению Бишкина на расстоянии в 5 км расположено село Нижний Бишкин (Змиёвский район) (б. Средне-Русский).
На реке большая запруда. К селу примыкают небольшие лесные массивы (дуб).
По территории села протекает река Мокрая, приток Бишкина (укр. р.Мокра).

## Происхождение названия
В некоторых документах село называют Верхний Бышкин.
Изначально и до второй половины 19 века называлось Верхне-Русский, так как было населено казаками и однодворцами-выходцами из русских губерний и находилось выше по течению (у истоков) реки Бишкин, чем Средне-Русский Бишкин.
«Биш кин» в переводе с крымскотатарского языка — «пять не́навистей».
На территории нынешней Украины имеются несколько населённых пунктов, в названии которых есть слово Бишкин.

## История
- На территории Верхнего Бишкина археологами обнаружены три поселения скифского времени, одно салтово-маяцкой культуры (VIII—X в.в.).
- 1730 — дата основания слободы Верхний Русский Бишкин. Заселена однодворцами Курской и Рязанской губерний для службы в 1-м батальоне конного Ефремовского полка ландмилиции[7] при Алексеевской крепости Украинской линии.
- В 1750 году в слободе были 270 дворов однодворцев.[7]
- В 1858 году в Российской империи была проведена последняя, 10-я, поду́шная ревизия (перепись населения). В Верхне-Русском Бишкине ревизия была проведена 30 апреля. По этой переписи из податного сословия числилось 3035 государственных крестьян, из них 1475 мужского пола, 1560 женского. Отставных солдат и кантонистов с ихними домашними 94 чел, из них мужского пола 62, женского 32.
- В 1869 году в Верхнем Бишкине были православная церковь и большое количество (более сорока) ветряных мельниц.[8]
- В 1897 году, во время голода, крестьяне Верхнего Бишкина учинили беспорядки против царских властей.
- В 1902 году жители Верхнего Бишкина принимали участие в Полтавско-Харьковском крестьянском восстании.
- В 1931 году 3 января в селе началась массовая коллективизация. В селе было создано пять колхозов, куда забирали, у крестьян рабочий инвентарь и скот. 26 марта 1931 года крестьяне села восстали и разогнали руководство всех пяти колхозов. Вернули себе инвентарь и скот. Вокруг села выставили вооружённую стражу. 27 марта из Харькова в село прибыл батальон ОГПУ, который расправился с повстанцами.[источник не указан 1406 дней]

## Экономика
- Молочно-товарная ферма.
- Частное сельскохозяйственное предприятие «Бишкин».
- Фермерское хозяйство «Рост».

## Объекты социальной сферы
- Краеведческий музей.

## Достопримечательности
- Братская могила советских воинов. Похоронены 1286 воинов.

## Известные люди
- В селе родился Герой Советского Союза Поликарп Касинов.